# نیروی هوایی ترکمنستان
نیروی هوایی ترکمنستان (انگلیسی: Turkmen Air Force) نیروی هوایی زیرمجموعه ارتش ترکمنستان است، که فعالیت خود را از سال ۱۹۹۲ آغاز کرد.